# Collegeville (Pennsylvanie)
Pour les articles homonymes, voir Collegeville.
Collegeville est un borough du comté de Montgomery en Pennsylvanie, dans la banlieue de Philadelphie. 
Fondée en 1684, Collegeville a été incorporée en 1896. C'est là où est située l'université Ursinus College.
La population de Collegeville était de 5 089 habitants en 2010.

## Personnalités
- Elin Hilderbrand (1950), écrivaine née à Collegeville.